# Pensione Edelweiss
Pensione Edelweiss, anche noto col titolo alternativo Morte per procura è un film del 1959 diretto da Ottorino Franco Bertolini e Víctor Merenda.
In anni recenti, specie per i passaggi in televisione, i due titoli sono stati accorpati, divenendo così noto come Morte per procura (nella pensione Edelweis).

## Trama
Il noto scrittore Jean Monnier, dopo aver festeggiato con eccessiva libagione la premiazione ad una rassegna letteraria, è vittima di un incidente stradale. All'ospedale in cui viene trasportato credono che si sia trattato di tentato suicidio. Qui viene avvicinato da un uomo che lo convince a seguirlo in una pensione di alta montagna dove potrà togliersi la vita in modo dolce, indolore; Jean, incuriosito dalla prospettiva e dal fatto che l'uomo non chieda soldi bensì una semplice firma su un contratto, accetta. Giunge su una teleferica alla pensione Edelweiss, completamente isolata da altre abitazioni. Qui incontra il proprietario della pensione, Borcher, che lo presenta agli altri pensionanti, tutti lì per lo stesso obbiettivo. Tra di loro vi è Nadia, di cui subito avverte una forte attrazione, innamorandosene. Di tanto in tanto, la sera, Borcher suona una musica di sua composizione al pianoforte, preannunciando la morte di uno degli ospiti; puntualmente, la mattina seguente manca all'appello una persona. Arrivati ad un punto estrema tensione nervosa, i due decidono di voler lasciare la pensione; chiedono l'annullamento del contratto a Borcher, che però rifiuta categoricamente. Riescono a sottrargli le chiavi della teleferica, unica via di uscita dalla pensione, e scappano a Parigi, dove raggiungono l'appartamento di Borcher. Qui Jean vorrebbe avvertire la polizia circa la losca attività di Borcher, ma Nadia lo supplica di non farlo, senza volergli rivelare le ragioni. Mentre Jean è fuori dall'appartamento, arriva Borcher che porta via Nadia. Resosi conto della sua assenza, Jean ritorna alla pensione per cercarla, ma qui l'incredibile scoperta: tutti i pensionanti che credeva morti sono in realtà vivi. Si trattava di un'organizzazione creata  a scopo filantropico. Dopo una viva reazione, convintosi che Nadia non recitava una parte, ma che lo ama davvero, lascia la singolare pensione con lei.

## Produzione
Tratto dalla novella Thanatos Palace Hotel di André Maurois, il film è una coproduzione italo-francese. Gli interni sono stati girati negli stabilimenti De Paolis-I.N.C.I.R. di Roma, e gli esterni in Francia. Il doppiaggio italiano è ad opera di Doppiatori Associati.

## Distribuzione
Inizialmente il film uscì col titolo Pensione Edelweiss, con un metraggio di 2596 metri, pari a 95 minuti, venendo presentato come una grottesca commedia drammatica. A causa dell'insuccesso nelle sale si cercò di porre rimedio a poche settimane dalla prima uscita rinominando il film in Morte per procura ed eliminando una decina di minuti di pellicola al fine di farlo diventare un thriller. In seguito divenne noto coi due titoli accorpati: Morte per procura (nella pensione Edelweis).